# Stobaera giffardi
Stobaera giffardi är en insektsart som beskrevs av Van Duzee 1917. Stobaera giffardi ingår i släktet Stobaera och familjen sporrstritar. Inga underarter finns listade i Catalogue of Life.